# Carl Louis Ferdinand von Lindemann
Carl Louis Ferdinand von Lindemann (Hannover, 12 de abril de 1852 - Múnich, 6 de marzo de 1939) fue un matemático alemán. Es conocido por la demostración en 1882 de que el número π es un número trascendental, es decir, no es cero de algún polinomio con coeficientes racionales.

## Biografía
Lindemann nació en Hanóver, Alemania. Su padre, Ferdinand Lindemann, enseñaba Lenguas Modernas en Gymnasium (escuela para estudiantes sobresalientes) en Hanóver. Su madre, Emilie Crusius, era la hija del director. La familia se mudó a Schwerin, donde el joven Ferdinand acudió a la escuela. Estudió matemáticas en Gotinga, Erlangen, y Múnich.
En 1873, supervisado por Felix Klein, obtuvo el título de Doctor, y por ello, en 1877, obtuvo la plaza de profesor en Freiburg. Su tesis versó sobre geometría no euclídea, y se tituló Über unendlich kleine Bewegungen und über Kraftsysteme bei allgemeiner projektivischer Massbestimmung.
Entre los años 1883 y 1893 fue profesor en Königsberg. Se sabe también que a sus clases asistieron alumnos tan prestigiosos como David Hilbert y Hermann Minkowski.

## Prueba de trascendencia de π
En 1882, publicó el resultado por el que es más conocido, la trascendencia de {\displaystyle \pi }. Sus métodos son parecidos a los que, nueve años antes, permitieron a Charles Hermite demostrar que e, la base de los logaritmos naturales, es trascendente. Anteriormente a la publicación de la demostración de Lindemann, se sabía que si {\displaystyle \pi } era trascendente, entonces el clásico problema griego de la cuadratura del círculo no podía ser resuelto.

## Otros
Durante su etapa de profesor en Königsberg, fue el supervisor de la tesis doctoral de David Hilbert